# Ponte Minami Bisan-Seto

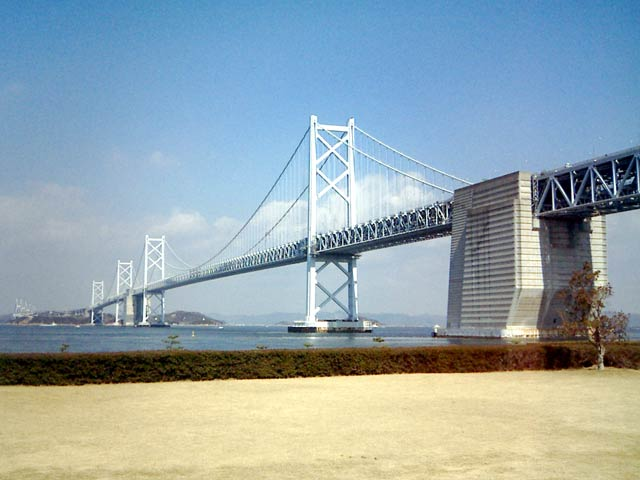
Ponte Minami Bisan-Seto

A ponte Minami Bisan-Seto (南备讃瀬戸大桥, Minami Bisan Seto Ō-hashi) é uma ponte pênsil, inaugurada em 1988 e está localizada no Japão. 
Com um vão central de 1 100 metros e 1 723 metros de extensão, é a 13ª maior ponte suspensa no mundo. Por ela passam uma rodovia e linha ferroviária. Faz parte da rodovia Seto-Chuo, que com as outras cinco pontes ao longo deste percurso são conhecidas como Pontes Seto-Ohashi. 
As quase idênticas Ponte Kita Bisan-Seto (北备讃瀬戸大桥) e Ponte Kita Bisan Seto Ō-hashi estão localizadas imediatamente ao norte.